# 3rd Generation Partnership Project 2
3rd Generation Partnership Project 2 (3GPP2) är CDMA-motsvarigheten till 3GPP. 3GPP2 är i praktiken gruppen som tar fram standarden CDMA2000, vilket är en standard för 3G baserad på 2G standarden CDMA.